# David Boyd (direttore della fotografia)
David Russell Boyd (Cripple Creek, ...) è un direttore della fotografia e regista statunitense.

## Filmografia

### Direttore della fotografia

#### Lungometraggi
- The Laughing Dead, regia di S. P. Somtow (1990)
- Lenexa, 1 Mile, regia di Jason Wiles (2006)
- 12 Round (12 Rounds), regia di Renny Harlin (2009)
- The Funeral Party (Get Low), regia di Aaron Schneider (2009)
- Joyful Noise - Armonie del cuore (Joyful Noise), regia di Todd Graff (2012)
- Dark Skies - Oscure presenze (Dark Skies), regia di Scott Stewart (2013)

#### Cortometraggi
- Two Soldiers, regia di Aaron Schneider (2003)

#### Serie televisive
- Buddy Faro – serie TV, 9 episodi (1998-2000)
- Big Apple - serie TV, 8 episodi (2001)
- L'incendiaria (Firestarter 2: Rekindled), regia di Robert Iscove – film TV (2002)
- Firefly – serie TV, 14 episodi (2002-2003)
- Codice Matrix (Threat Matrix) - serie TV, 1 episodio (2003)
- Deadwood - serie TV, 3 episodi (2004)
- Senza traccia (Without a Trace) – serie TV, 42 episodi (2002-2005)
- Friday Night Lights – serie TV, 21 episodi (2006-2007)
- Sons of Anarchy – serie TV, 2 episodi (2008-2014)
- Men of a Certain Age – serie TV, 5 episodi (2009-2011)
- No Ordinary Family – serie TV, 1 episodio (2010-2011)
- The Walking Dead – serie TV, 9 episodi (2010-2021)
- Do No Harm – serie TV, 1 episodio (2013)
- Agents of S.H.I.E.L.D. – serie TV, episodio 1x01 (2013)
- Away – serie TV, 3 episodi (2020)

### Regista

#### Lungometraggi
- Home Run (2013)

#### Serie televisive
- Friday Night Lights – serie TV, 6 episodi (2006-2011)
- Bionic Woman – serie TV, episodio 1x06 (2007)
- Men of a Certain Age – serie TV, 7 episodi (2009-2011)
- The Walking Dead – serie TV, episodio 2x06, 3x13, 4x05, 5x02, 5x13, 6x07, 7x04, 8x10 e 9x10 (2010-2019)
- C'era una volta (Once Upon a Time) – serie TV, episodio 3x04 (2013)
- C'era una volta nel Paese delle Meraviglie - serie TV, episodio 1x011 (2013-2014)
- Revolution – serie TV, episodio 2x20 (2013-2014)
- Believe – serie TV, episodio 1 (2014)
- Mind Games – serie TV, episodio 1 (2014)
- The Night Shift – serie TV, episodi 1x06, 2x04, 2x05 e 2x09 (2014-2017)
- Gang Related – serie TV, episodio 1x11 (2014)
- Sleepy Hollow – serie TV, episodio 2x08 (2014)
- Backstrom – serie TV, episodio 1x04 (2015)
- Constantine – serie TV, episodio 1x13 (2015)
- Murder in the First – serie TV, episodio 2x08 (2015)
- L'esercito delle 12 scimmie (12 Monkeys) – serie TV, episodio 1x05 (2015)
- Longmire - serie TV, episodi 4x08, 5x01 e 5x04 (2015-2016)
- Shades of Blue – serie TV, episodi 1x07, 1x08, 3x07 e 3x08 (2016-2018)
- Containment – serie TV, episodio 1x07 (2016)
- Aquarius – serie TV, episodio 2x09 (2016)
- Regina del Sud (Queen of the South) – serie TV, episodi 1x08, 2x01, 2x06, 2x013, 3x01, 3x02 e 3x10 (2016-2018)
- La nebbia (The Mist) – serie TV, episodio 1x02 (2017)
- The Brave – serie TV, episodio 1x12 (2017-2018)
- The Crossing – serie TV, episodio 1x08 (2018)
- Away – serie TV, episodi 1x06 e 1x07 (2020)
- Daredevil - Rinascita (Daredevil: Born Again) - serie TV, episodi 1x06 e 1x07 (2025-in corso)

## Riconoscimenti

### American Society of Cinematographers Award
- 2004 – Candidatura per la migliore fotografia in una serie televisiva per Deadwood per l’episodio Acque profonde